# 托尔德乌莫斯
托尔德乌莫斯，是西班牙卡斯蒂利亚-莱昂巴利亚多利德省的一个市镇。总面积62平方公里，
2001年普查人口總數為542人，人口密度為每平方公里9人。